# Isotope fissible
Ne doit pas être confondu avec Isotope fissile.
Un isotope fissible est, selon les sources :
- soit simplement un synonyme de isotope fissile[1];
- soit un isotope avec lequel il est possible d'avoir une réaction en chaîne avec des neutrons rapides mais pas des neutrons thermiques (dans ce cas l'uranium 238 n'est pas fissible mais le plutonium 240 l'est)[2] ;
- soit un isotope susceptible de fissionner sous l'effet d'un bombardement de neutrons rapides (dans ce cas l'uranium 238 est fissible)[3].

## Référence
1. ↑  « FISSIBLE : Définition de FISSIBLE », sur www.cnrtl.fr (consulté le 26 juin 2020)
2. ↑  (en) « (PDF) Fissible: A Proposed New Term in Nuclear Engineering », sur ResearchGate (consulté le 26 juin 2020)
3. ↑  « fissible / FranceTerme / Ressources / Accueil - Culture.fr », sur www.culture.fr (consulté le 26 juin 2020)